# Famille Bombast von Hohenheim

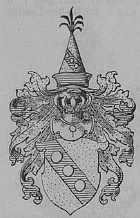
Armoiries illustrées par Kindler von Knobloch (1894).

La famille Bombast von Hohenheim est une famille noble allemande du duché de Souabe, attestée à partir du XIIe siècle et éteinte au milieu du XVIe siècle. Elle tire son nom du château de Hohenheim, qu’elle tenait en fief des comtes de Wurtemberg. Ses armoiries étaient blasonnées d'or à la bande d'azur à trois rondelles d'argent.
La première mention de la famille date de 1120, quand Egilolf von Hohenheim fit un don à l'abbaye de Hirsau. Un Cunradus de Hohenheim miles de cognomine Bambast (Conrad von Hohenheim, chevalier, également appelé Bambast) est mentionné en 1270 lors d'une donation à l'abbaye de Herrenalb. Mais les von Hohenheim n'utilisèrent pas le nom Bombast jusqu'à l'époque de Hans Bombast von Hohenheim (attestée entre 1342 et 1404).
Bambast (ou bambest, bamst) désigne une zone boisée en moyen-allemand mais le nom Bombast a également été associé aux Temps modernes au coton, écrit Baumbast (précisément  la couche fibreuse de l'écorce d'un arbre).
Le château a été vendu par Hans Bombast von Hohenheim en 1406, mais la famille a continué à utiliser le nom de von Hohenheim aux XVe et XVIe siècles.
Un certain Georg Bombast von Hohenheim (1453–1499) est mentionné en 1462 en tant que commandeur de l'ordre de Saint-Jean de Jérusalem à Rohrdorf. Il accompagna le comte Eberhart V de Wurtemberg lors de son pèlerinage à Jérusalem. Ce Georg Bombast von Hohenheim a été suggéré comme père biologique possible de Wilhelm Bombast von Hohenheim (décédé en 1534), père de Paracelse (Philippus Theophrastus Aureolus von Hohenheim) (1493-1541). Le nom Paracelse lui-même est très probablement une latinisation de Hohenheim (et non, comme on l'a souvent prétendu, une référence à Aulus Cornelius Celsus).
Georg Bombast von Hohenheim (décédé en 1566), neveu de Georg (décédé en 1499), a également fait carrière dans l’ordre de Saint-Jean de Jérusalem et est devenu le grand prieur de l’Allemagne. À sa mort en 1566, la lignée masculine de la famille était éteinte. Georg laisse dans le deuil sa sœur Anna Bombast von Hohenheim (décédée en 1574), troisième épouse d'Ernest, margrave de Bade-Durlach.
Le nom et le blason furent reconstitués par Charles II de Wurtemberg, en 1774 pour sa maîtresse, Franziska von Bernerdin, ainsi que pour son titre de comtesse impériale.
Le nom de famille est bien antérieur à l'utilisation moderne du terme bombastique avec sa connotation négative, qui a une origine étymologique différente.

## Pour approfondir